# Bikar karla 2002
La VISA-bikar 2002 fu la quarantatreesima edizione della coppa nazionale di calcio islandese.

## Primo Turno
|                               | Squadra di Casa        | Punteggio | Squadra in trasferta |
| ----------------------------- | ---------------------- | --------- | -------------------- |
| 1                             | KR U23                 | 3– 4      | Valur U23            |
| 2                             | ÍA U23                 | 9 – 0     | Þróttur Vogum        |
| 3                             | Reynir Sandgerði       | 2 – 1     | ÍH                   |
| 4                             | Efling                 | 0 – 9     | Magni                |
| 5                             | Ægir                   | 0 – 7     | KFS                  |
| 6                             | Leiknir Reykjavík U23  | 2 – 7     | Breiðablik U23       |
| 7                             | FH U23                 | 2 – 0     | Stjarnan U23         |
| 8                             | Grótta                 | 1 – 5     | Keflavík U23         |
| 9                             | Þróttur R. U23         | 4 – 1     | Árborg               |
| 10                            | Leiknir F.             | 3 – 4     | Neisti D.            |
| 11                            | Víkingur Reykjavík U23 | 1 – 2     | ÍR U23               |
| 12                            | HK U23                 | 0– 1      | HSH                  |
| 13                            | Tindastóll             | 12 – 1    | Smári                |
| 14                            | Víðir                  | 2 – 0     | Deiglan              |
| 15                            | Grindavík U23          | 0 – 0 dts | Úlfarnir             |
| Grindavík U23 vince ai rigori |                        |           |                      |
| 16                            | Skallagrímur           | 0 – 2     | Njarðvík             |
| 17                            | KS                     | 4 – 2     | Neisti H.            |
| 18                            | Afturelding            | 9 – 0     | Haukar U23           |
| 19                            | Bruni                  | 0 – 3     | Léttir               |
| 20                            | Leiknir Reykjavík      | 1 – 6     | Fjölnir              |
| 21                            | GE                     | 1 – 4     | Víðir                |

## Secondo Turno
|                             | Squadra di Casa  | Punteggio | Squadra in trasferta |
| --------------------------- | ---------------- | --------- | -------------------- |
| 1                           | ÍA U23           | 1 – 0     | HK                   |
| 2                           | Reynir Sandgerði | 1 – 2     | Afturelding          |
| 3                           | FH U23           | 3 – 1     | Breiðablik U23       |
| 4                           | Fjölnir          | 1 – 5     | Njarðvík             |
| 5                           | Grindavík U23    | 0 – 1 dts | HSH                  |
| 6                           | Léttir           | 0 – 3     | ÍR                   |
| 7                           | Tindastóll       | 3 – 0     | KS                   |
| 8                           | Sindri           | 6 – 0     | Neisti D.            |
| 9                           | Fylkir U23       | 2 – 1     | Valur U23            |
| 10                          | Huginn/Höttur    | 1 – 2     | Fjarðabyggð          |
| 11                          | Fram U23         | 1 – 2     | Keflavík U23         |
| 12                          | KFS              | 4 – 1     | Þróttur R. U23       |
| 13                          | Völsungur        | 1 – 3     | Magni                |
| 14                          | Bolungarvík      | 0 – 1 dts | BÍ                   |
| 15                          | Haukar           | 2 – 1     | Víðir                |
| 16                          | Selfoss          | 0 – 0 dts | ÍR U23               |
| Selfoss vince 4-2 ai rigori |                  |           |                      |

## Terzo Turno
|    | Squadra di Casa | Punteggio | Squadra in trasferta |
| -- | --------------- | --------- | -------------------- |
| 1  | Njarðvík        | 1 – 3     | KA                   |
| 2  | Afturelding     | 0 – 1     | Þróttur R.           |
| 3  | Tindastóll      | 0 – 5     | Þór Akureyri         |
| 4  | Magni           | 1 – 4     | FH                   |
| 5  | HSH             | 0 – 7     | ÍA                   |
| 6  | BÍ              | 0 – 8     | Grindavík            |
| 7  | Selfoss         | 0 – 4     | Keflavík             |
| 8  | KFS             | 0 – 4     | KR                   |
| 9  | Haukar          | 1 – 2     | Fylkir               |
| 10 | Sindri          | 0 – 3     | Valur                |
| 11 | ÍR              | 1 – 2     | Leiftur/Dalvík       |
| 12 | Fylkir U23      | 0 – 2     | Stjarnan             |
| 13 | Fjarðabyggð     | 1 – 3     | Breiðablik           |
| 14 | ÍBV             | 2 – 1     | FH U23               |
| 15 | ÍA U23          | 3 – 2     | Víkingur Reykjavík   |
| 16 | Keflavík U23    | 0 – 2     | Fram                 |

## Quarto Turno
|                                  | Squadra di Casa | Punteggio | Squadra in trasferta |
| -------------------------------- | --------------- | --------- | -------------------- |
| 1                                | Leiftur/Dalvík  | 2 – 1     | Valur                |
| 2                                | KR              | 0 – 1     | Fram                 |
| 3                                | ÍA              | 1 – 0     | Grindavík            |
| 4                                | Breiðablik      | 2 – 2 dts | Þór Akureyri         |
| Breiðablik vince 7 – 6 ai rigori |                 |           |                      |
| 5                                | ÍBV             | 2 – 0     | Þróttur R.           |
| 6                                | Keflavík        | 3 – 3 dts | ÍA U23               |
| Keflavík vince 10 – 9 ai rigori  |                 |           |                      |
| 7                                | Fylkir          | 4 – 1     | FH                   |
| 8                                | Stjarnan        | 0 – 0 dts | KA                   |
| KA vince 5 – 4 ai rigori         |                 |           |                      |

## Quarti di finale
|   | Squadra di Casa | Punteggio | Squadra in trasferta |
| - | --------------- | --------- | -------------------- |
| 1 | Fylkir          | 4 – 1     | ÍA                   |
| 2 | KA              | 3 – 0     | Breiðablik           |
| 3 | Fram            | 3 – 1     | Keflavík             |
| 4 | ÍBV             | 1 – 0     | Leiftur/Dalvík       |

## Semifinali
| Reykjavík 10 settembre 2002                                            | ÍBV       | 1 – 2                    | Fram | Laugardalsvöllur |
| \| \| \| \| \| Hjarðar 48’ \| Marcatori \| 71’ Sveinsson 78’ Brooks \| |           |                          |      |                  |
|                                                                        |           |                          |      |                  |
| Hjarðar 48’                                                            | Marcatori | 71’ Sveinsson 78’ Brooks |      |                  |

| Reykjavík 11 settembre 2002                                                                          | KA        | 2 – 3                               | Fylkir | Laugardalsvöllur |
| \| \| \| \| \| Hringsson 71’ Sigbjörnsson 88’ \| Marcatori \| 7’ Kolbeinsson 28’ (p) 45’ Gíslason \| |           |                                     |        |                  |
| |           |                                     |        |                  |
| Hringsson 71’ Sigbjörnsson 88’                                                                       | Marcatori | 7’ Kolbeinsson 28’ (p) 45’ Gíslason |        |                  |

## Finale
| Arbitro: | Egill Már Markússon |

|              |           |                                           |
| Ottósson 43’ | Marcatori | 19’ Gíslason 55’ Sverrisson 78’ Óskarsson |